# 喬英 (嘉靖進士)
喬英（1483年—？年），字伯藏，號南莊，直隶保定府祁州束鹿縣人，明朝政治人物。

## 生平
治《詩經》，嘉靖元年（1522年）顺天府鄉試第四十名舉人，年四十一歲中式嘉靖二年（1523年）癸未科會試第七十名，第三甲第二百五十四名進士。初授行人司行人，两次出使藩王府。七年三月选授南京浙江道試御史，不久實授，十年十二月疏上七事，不久因与南京御史马扬等人一起弹劾陕西三边总制王琼，被锦衣卫系械至北京，下镇抚司讯问。後官復原职，十四年出任陕西布政司右参议，分守凉州，升陕西按察司副使，被陕西巡按御史唐錡弹劾，二十一年正月巡抚都御史赵廷瑞查明乔英無罪，唐錡被降职。乔英復任原职，分巡西宁。官至陕西苑马寺卿，解任歸，卒于家。

## 著作
有《臆見錄》。

## 家族
曾祖喬士忠。祖父喬青。父喬深，壽官。前母张氏，母贾氏。永感下。
行五，兄宽、稳、聚、全、弟俊。